# Den Danske Mercurius
Den Danske Mercurius var en dansk avis, der første gang blev udgivet i 1. august 1666 af Anders Bording, der begyndte sin versificerede avis på dansk med titlen: Den Danske Mercurius, udgivet efter kgl. befaling. Det betød et vendepunkt i den danske journalistiks historie.
Den udkom én gang om måneden med to kvartblade; der berettes om inden- og udenlandske nyheder på flydende aleksandrinervers ledsagede af små poetiske ræsonnementer.
I meddelelserne fra selve Danmark breder hofnyhederne sig mest, men Bording har dog også sin opmærksomhed henvendt på meget andet som f.eks. fremmede diplomaters ankomst, udnævnelser, meteorologiske fænomener, ildebrande o.l.
Navnet Mercurius, opkaldt efter gudernes sendebud, var allerede benyttet til udenlandske blade (således Mercure francois fra 1605), men i sin form var den danske avis en efterligning af den rimede La muze historique, som Jean Loret skrev for mademoiselle de Longueville, senere hertuginde af Nemours, fra 1650.
Den Danske Mercurius fortsatte i 14 år efter sin stifter Bordings død i 1677, men ikke med hans talent. Udgivelsen efter 1677 skete ved Jesper Als og Ahasverus Bartholin, og avisen gik ind i juni 1691.

## Ekstern henvisning
- Digitaliserede udgaver af Den Danske Mercurius i Mediestream
- Læs om Den Danske Mercurius i opslagsværket "De Danske Aviser" Arkiveret 2. marts 2020 hos  Wayback Machine